# Francesco Prina
Francesco Prina (Corbetta, 20 aprile 1955) è un architetto e politico italiano.

## Biografia
Nato a Corbetta, si laurea in architettura presso il Politecnico di Milano.
Inizia la sua carriera politica nel 1997, anno in cui viene eletto primo cittadino della sua città Corbetta, conservando la carica per otto anni. Successivamente, nel 2005, viene eletto consigliere regionale in Lombardia nella lista Uniti nell'Ulivo ottenendo 9.515 preferenze, nel 2010 si ricandida nelle file del Partito Democratico e viene rieletto con 6.192 preferenze.
Candidato alla Camera dei Deputati nel 2013, risulta primo tra i non eletti; ottiene l'elezione a deputato il 25 giugno 2014 dopo l'abbandono del seggio da parte di Alessia Mosca, divenuta europarlamentare.
Nel 2018 è ricandidato alla Camera nel collegio uninominale di Abbiategrasso per il centro-sinistra, ma non viene rieletto.

### Procedimenti giudiziari
Nel 2013 è stato indagato con altri 33 candidati per peculato alla Regione Lombardia, accusa in seguito archiviata dalla Procura di Milano.